# 金ヶ崎村
金ヶ崎村（かねがさきむら）は、石川県鹿島郡に存在した村。

## 地理
- 現在の七尾市の区域の西部（旧田鶴浜町の区域の西部）に位置。
- 河川：大津川

## 歴史
村の名称は岬の名前に由来する。
- 1889年（明治22年）4月1日 - 町村制の施行により、鹿島郡大津村、白浜村及び深見村を廃し、その区域をもって鹿島郡金ヶ崎村を設置する。
- 1954年（昭和29年）3月31日 - 鹿島郡田鶴浜町、金ヶ崎村及び相馬村を廃し、鹿島郡田鶴浜町、金ヶ崎村及び相馬村字西下、字吉田、字伊久留及び字七原の区域をもって鹿島郡田鶴浜町を設置する。

## 人口
| 年               | 世帯数 | 人口  |
| ---------------- | ------ | ----- |
| 1889（明治22年） | 227    | 1,148 |
| 1920（大正9年）  | 243    | 1,302 |
| 1953（昭和28年） | 301    | 1,452 |

## 交通

### 道路
※いずれも現在の道路の名称。
- 国道249号
- 石川県道3号田鶴浜堀松線

### 鉄道
金ヶ崎村の区域に国鉄七尾線が通っていたが、駅は設置されていない。最寄り駅は田鶴浜駅、または笠師保駅。

## 教育
- 金ヶ崎村立金ヶ崎中学校
- 金ヶ崎村立金ヶ崎小学校